# Königliches Postamt (Marienberg)

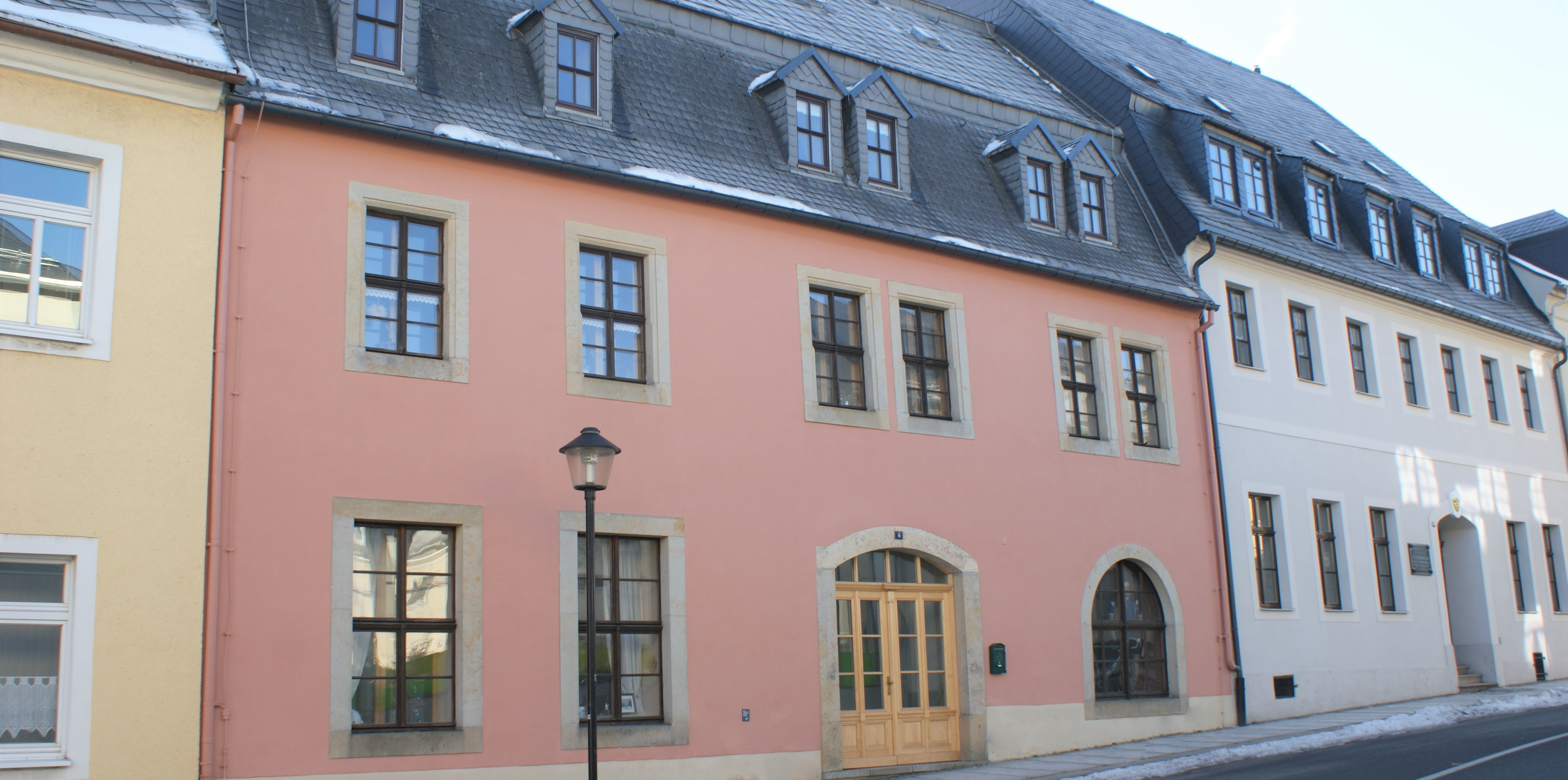
Königliches Postamt

Das Königliche Postamt ist ein unter Denkmalschutz stehendes Gebäude des unter Weltkulturerbe stehenden historischen Stadtkerns von Marienberg, Freiberger Straße 6.

## Geschichte

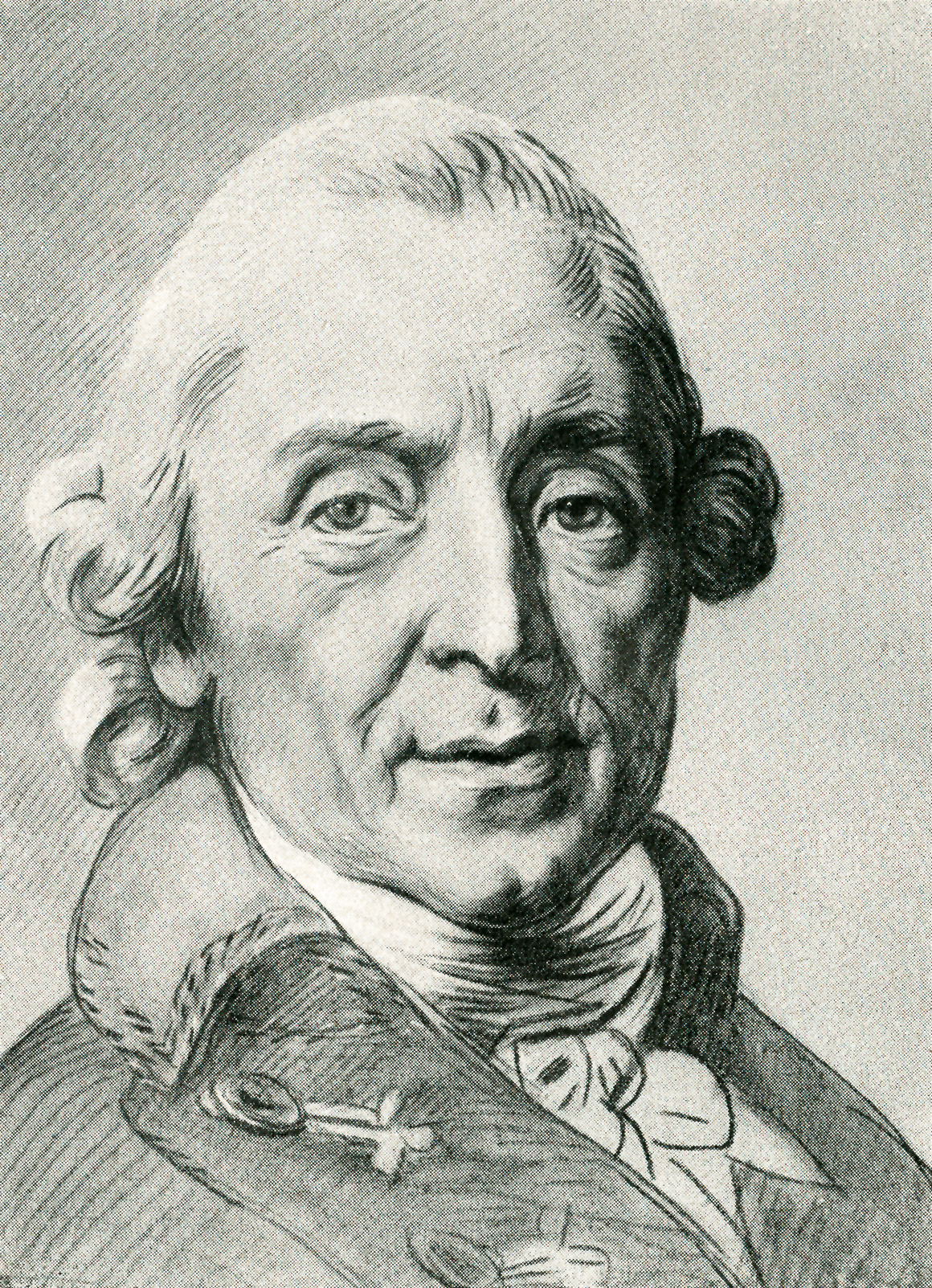
Friedrich Wilhelm Heinrich von Trebra; Hausbesitzer des Gebäudes Freiberger Straße 6 neben dem Bergamt von 1774 bis 1780

Das Haus dürfte die großen Schadenfeuer des 17. Jahrhunderts teilweise überstanden haben. Ein großer Teil der Bausubstanz stammt aus dem 18. Jahrhundert. Bis zum 19. Jahrhundert waren überwiegend Händler und Gelehrte  Hauseigentümer. Johann Christoph Hasper, Magister, Marienberger Pfarrer und Schulleiter der Marienberger Lateinschule, verheiratet mit der Kaufmannstochter Johanna Maria Jahn, übernahm am 25. Mai 1731 das vormalige Wohnhaus seiner Ehefrau. Sein Bildnis befindet sich in der Annaberger Stadtkirche unweit des Altars. Er war Verfasser verschiedener theologischer und geisteswissenschaftlicher Schriften.
Friedrich Wilhelm Heinrich von Trebra, sächsischer Oberberghauptmann und Freund Johann Wolfgang von Goethes, war vom 22. Oktober 1774 bis 27. September 1780 Hausbesitzer des Gebäudes Freiberger Straße 6 neben dem Gebäude Freiberger Straße 4, das einer öffentlichen Nutzung diente. Bereits 1767 befand sich die Bergamtsstube in der privaten Wohnung Friedrich Wilhelm Heinrich von Trebras, in dem Gebäude Freiberger Straße 6 (OLN 308), das er schließlich 1774 von dem Hausbesitzer Johann Friedrich Christ erwarb. Er zog am 1. Dezember 1767 in dieses Haus ein, das zuvor vom vorhergehenden Marienberger Bergmeister Carl Ernst Schmid bewohnt wurde.
„Das nun einsame Haus, von dem vormaligen Bergmeister abgemietet, der mit seiner zahlreichen Familie seit mehreren Wochen schon nach Schneeberg abgegangen war, nahm mich und meinen Bedienten in seine totale Leerheit, mit allen den guten Entschlüssen und Hoffnungen auf, von welchen ich bis zum Überlaufen voll war“
Ein erneutes Aufblühen des Bergbaus in der Bergstadt machte die Einrichtung einer separaten, öffentliche Bergamtsstube notwendig. Diese wurde 1771 im Erdgeschoss des nebenstehenden Gebäudes Freiberger Straße 4 (OLN 309) eingerichtet. Er erwarb durch den Besitz des Gebäudes neben dem späteren Bergamt Bürgerrecht. Nach Friedrich Wilhelm Heinrich von Trebras Weggang aus Marienberg im Jahr 1780, erwarb der Marienberger Montanist, Bergamtscopist und Schichtmeister Johann Friedrich Gotthelf Buchner das Gebäude. Von 1826 bis 1866 diente das Haus als Posthalterei und heute als Wohn- und Geschäftshaus in Privatbesitz.

### Königliches Postamt
Von 1833 bis 1866 befand sich im Gebäude Freiberger Straße 6 eine Posthalterei mit Durchgang zum Haus Marienstraße 13. Rittmeister Friedrich Alexander Just, seit dem 3. Dezember 1833 königlich sächsischer Postmeister zu Marienberg, erwarb die beiden hintereinander liegenden Hausgrundstücke Freiberger Straße 6 und Marienstraße 13 für Postexpedition und Posthalterei. Letztere war eine seit der im Jahr 1639 erfolgten schwedischen Invasion wüst liegende Baustelle. Ein Garten, den Friedrich Wilhelm Heinrich von Trebra vor dem oberhalb gelegenen Gebäude Freiberger Straße 4 anlegen ließ, und der an dieser Stelle noch bis 1863 bestand, wurde Ursache wiederholter Differenzen mit dem neuen Besitzer des Postgebäudes.
Gottlob Leberecht Heidel, zuvor Postmeister in Hohnstein, wurde im Juni 1847 für den Marienberger Postdienst verpflichtet. Das Marienberger Postamt mit Postexpedition und Posthalterei befand sich auch weiterhin auf dem von Just erworbenen Grundstück. Während der Amtstätigkeit Heidels 1850 wurde die Briefmarke eingeführt. Die bereits zuvor verbreiteten hölzernen Briefkästen erlangten so eine größere Bedeutung. Am 19. September 1850 machte Heidel im Marienberger Wochenblatt bekannt, dass von dem im Hausflur des Postamts im Eingang links zur Einlegung frankierter Briefe angebrachten Briefkasten tunlichst Gebrauch zu machen sei.
Posthalter Theodor Eugen Francke (1859–1864) etablierte in den Dörfern eiserne Briefkästen.
Am 1. Februar 1866 wurde in der Nähe Marienbergs die Chemnitz-Annaberger-Eisenbahn in Betrieb genommen. Das Postamt zog deshalb später vom Haus Freiberger Straße 6 in das Gebäude Zschopauer Straße 10, und um dem neu gebauten Bahnhof näher zu sein, baute man schließlich das neue Postgebäude an der Poststraße.

### 1945 bis 1989
Otto Burckhardt, Nachkomme der seit 1881 im Haus ansässigen und tätigen Handelsfamilie und Betreiber eines Kleinhandels mit Tabakwaren und eines Handels mit Wein und Reformhausartikeln, nahm sich 1946 in der Folgezeit der Enteignungen in der Sowjetischen Besatzungszone in seinen Geschäftsräumen das Leben. Am 15. November 1948 wurde die Handelsorganisation (HO) gegründet, welche das Geschäft im Haus übernahm.
Ein Totalabbruch bis auf die Grundmauern zur Errichtung einer Kaufhalle wurde 1980 vom Marienberger Stadtrat angestrebt aber nicht durchgeführt. Nach Grundsanierung von 1980 bis 1988 richtete sich ein Exquisit-Laden der HO im gesamten Haus ein, der bereits 1989 wieder schloss. Durch die offenen Vermögensfragen der ehemaligen DDR geriet das Haus in die Hände der Treuhandgesellschaft und stand bis 2014 leer.

## Architektur

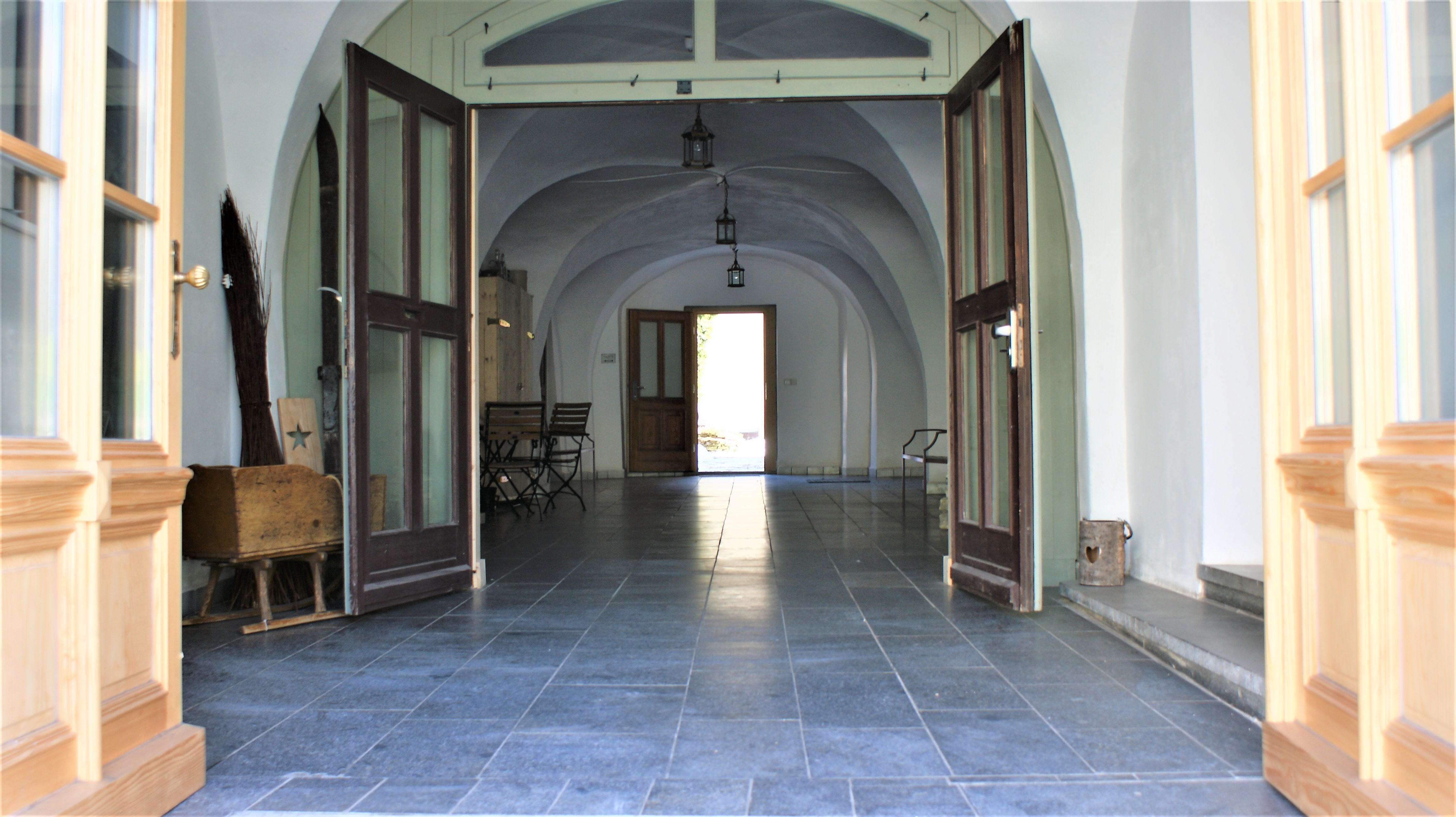
Hausflur mit vier Kreuzgewölbefeldern

Der stattliche Barockbau mit Mansarddach in der geschlossenen Bebauung wird durch einen breiten mittleren Eingang erschlossen. Neben dem 17 m langen Hausflur mit vier Kreuzgewölbefeldern ohne Gurtbogenabtrennungen gelangt man rechts in den Raum mit drei Kreuzgewölbefeldern. Der Raum links vom Hausflur führt in ein Küchengewölbe. Ein weiterer Raum mit drei Kreuzgewölbefeldern, die durch Gurtbogenabtrennungen gegliedert sind, bildet den Abschluss des Gebäudes zum Hof auf der linken Seite. In einem hinteren Bereich führt eine Treppe in einen geräumigen Keller, dessen Struktur von einem direkt in den Fels gehauenen Fußboden geprägt ist. Mit der Gesteinsschichtung setzt sich der Fußboden stufenweise durch mehrere Tonnenräume und einige sich verzweigende Nebengänge nach unten ab. Im Obergeschoss des Hauses sind Elemente des Historismus und des Jugendstils zu finden. Das Gebäude hat im Vergleich zu den Nachbargebäuden eine doppelte Tiefe. Der Hof hatte für die Nutzung von Postkutschen eine angemessene Größe. Das Spitzdach wurde um 1900 für ein 2. Obergeschoss zu einem Mansarddach gekürzt.